# Zagojiči
Zagojiči este o localitate din comuna Gorišnica, Slovenia, cu o populație de 177 de locuitori.